# Gideon Mace
Gideon Mace es un villano ficticio que aparece en los cómics estadounidenses publicados por Marvel Comics.

## Biografía ficticia
El coronel Gideon Mace dirigió a sus hombres en un asalto no autorizado contra una aldea enemiga, durante el cual una mina destruyó su mano derecha. Fue dado de baja deshonrosamente por orden del general William Westmoreland por insubordinación, incompetencia mental y sospecha de actividad de combate independiente de las órdenes. Mace reemplazó su mano perdida con una maza con púas y formó un ejército privado reclutando ex soldados leales a él. Al necesitar financiación, organizó la Operación Overpower reclutando a veteranos descontentos y diciéndoles que paralizarían Manhattan por un día tomando el control de puntos estratégicos de la ciudad. Mace secretamente pretendía que fueran señuelos, desviando a la policía de Wall Street mientras sus tropas de élite lo saqueaban. Cuando un veterano, Owen Ridgely, se enteró de los verdaderos objetivos de Mace, buscó la ayuda de Luke Cage, héroe a sueldo, pero Ridgely fue asesinado por los hombres de Mace. Luke Cage encontró y atacó la base de Mace, cuando Mace huyó en un helicóptero, Cage provocó que se estrellara en el Río Hudson. Luego, Gideon estableció Security City, una comunidad planificada aislada donde los ultraconservadores paranoicos podían vivir lejos del resto de Estados Unidos. Mace entrenó a los residentes para que lo siguieran incondicionalmente y, en última instancia, se convirtieran en su ejército personal. Luke Cage y su amigo "DW" Griffith llegaron y lo derrotaron cuando DW recableó encubiertamente un sistema de sonido, permitiendo a la gente del pueblo escuchar los planes de Mace.
Más tarde, Mace se enteró de que el ejército estadounidense había perdido una bomba de cobalto en las Bermudas y conspiró para engañar a las autoridades para que le entregaran Chicago afirmando que había recuperado el arma y que la detonaría. Cage trabajó con Burgandy, un exagente de Mace que se volvió contra él después de enterarse de que su marido había muerto en la misión no autorizada de Mace, para exponer los planes de Mace. Mace luego convenció a organizaciones ilícitas, como Maggia y Halwani Freedom Front, para que lo financiaran para atacar y asesinar a héroes disfrazados. El eligió a White Tiger (Hector Ayala) como su primer objetivo, asesinando a la mayor parte de la familia inmediata de Ayala para atraer al héroe a su trampa y dispararle. Los hombres de Mace arrojaron a Ayala de un coche a toda velocidad frente a las oficinas del Daily Bugle, frente al fotógrafo Peter Parker, en secreto Spider-Man y amigo de Ayala. Spider-Man encontró a Mace en una armería de la Guardia Nacional planeando seguir matando a Hawkeye, Cage y otros héroes. Spider-Man venció a Mace, quien ordenó a sus guardias disparar de todos modos; Spider-Man evitó múltiples disparos que alcanzaron a Mace y lo llevó rápidamente a un hospital.
Gideon Mace fue asesinado por una criatura misteriosa que le arrancó el corazón. La criatura comenzó a desarrollar un nuevo cuerpo para Mace usando su corazón.

## Poderes y habilidades
Gideon Mace es un soldado entrenado y un hábil estratega. Es un excelente tirador con la mano izquierda y un experto luchador desarmado. Su mano derecha ha sido reemplazada por una maza con púas de acero de titanio de un pie de diámetro, que también ha sido adaptada para rociar maza química o disparar como una bala de cañón desde su muñeca.

## Otros medios
Gideon Mace aparece en el episodio de The Avengers: Earth's Mightiest Heroes, "To Steal an Ant-Man", como miembro de la pandilla de William Cross. 